# Libro
Libro ist eine Marke der österreichischen Einzelhandelskette PL Handelsgesellschaft mbH, die in den Bereichen Schul-, Büro- und Schreibwaren, Unterhaltungsmedien, Bücher und Geschenkwaren tätig ist. Libro betreibt rund 200 Filialen in Österreich.

## „Libro alt“

### Geschichte
Das Unternehmen Libro wurde 1978 als 100%-Tochter der Billa-Gruppe von Karl Wlaschek gegründet und war vorerst nur als Buchdiscounter ausgerichtet. Später wurde das Sortiment um Musik-, Papier- und Schreibwaren erweitert.
Im Jahr 1984 wurde der bereits angeschlagene Buchdiskonter vom Konzernmanagement Karl Wlaschek und Veit Schalle an André Rettberg zur Sanierung übertragen. Nach der 1996 erfolgten Übernahme von Wlascheks Konzerns BML Vermögensverwaltungs AG („Billa-Gruppe“) (heute Rewe International) durch die deutsche REWE-Gruppe verblieb Libro zunächst in der Privatstiftung von Karl Wlaschek. Noch im selben Jahr übernahm die BML auch noch die Librodisk Buch- und SchallplattenhandelsgesmbH (Libro). In einem Management Buy Out wurde das Unternehmen Ende 1997 an ein Konsortium bestehend aus der Unternehmens Invest AG (UIAG), der Deutschen Beteiligungs AG (DBAG), sowie einzelnen Investoren, darunter auch der Libro-Vorstandsvorsitzende Rettberg und der Libro-Finanzvorstand Johann Knöbl, veräußert. Die Handelskette gehörte damals mit 1 400 Beschäftigten in 220 Filialen und mit einem Umsatz von 254 Millionen Euro zu den sechs größten Buchhändlern im deutschen Sprachraum.
Im Juni 1998 wurde aus der Passauer Verlagsgruppe ein Teil des Subkonzerns Oberösterreichischer Landesverlag, die Landesverlag GesmbH (nach AEIOU: Landesverlag Holding Ges. m. b. H), mit der Buchhandelskette Amadeus übernommen. Im März 1999 wurde die zwischenzeitliche LANDESVERLAG Handelsgesellschaft mbH in LIBRO Management GmbH umfirmiert. Auch nach Deutschland wurde expandiert, wo elf Boulevard-Filialen von Bertelsmann übernommen wurden. „Die Deutschland-Expansion erwies sich im Nachhinein als Klotz am Bein“ (Wirtschaftsblatt, 2009). Im Juni 1999 stieg André Rettberg in den damals boomenden Internetmarkt ein und gründete die Libro-Tochter Lion.cc. Am 10. November 1999 wurde Libro zu einem Ausgabepreis von (umgerechnet) 29 Euro je Aktie an die Börse gebracht. Libro wurde zur Libro AG und erzielte im Geschäftsjahr 1998/99 mit mehr als 250 Filialen (inklusive der von der Landesverlag übernommenen Amadeus-Filialen) einen Gesamtnettoumsatz von 4,3 Milliarden Schilling (rund 312,5 Millionen Euro).
Während André Rettberg 1999 noch als gefeierter Sanierer zum „Manager des Jahres“ gekürt wurde, begann indes der Abstieg Libros. Zum Ende des Geschäftsjahres 1999/2000 im Februar 2000 wurde die Verlustzone erreicht. Ab Weihnachten 2000 kämpfte Libro endgültig mit Liquiditätsproblemen, Anfang 2001 wurden die Libro-Probleme offen sichtbar. Investor wurde keiner gefunden. Im September 2001 brach die Aktie um 39 Prozent auf einen Euro ein, sodass bei der Hauptversammlung ein Kapitalschnitt beschlossen wurde.
Noch knapp vor dem Ausgleich wurde mit 1. Mai 2001 der Finanzvorstand Knöbl zur Restrukturierung nach Deutschland geschickt und im Vorstand gegen Werner Steinbauer ausgetauscht. André Rettberg als Vorstandsvorsitzender wollte sich auf die Reorganisation des Retailbereiches konzentrieren. Mit dem neuen, vom Aufsichtsrat abgesegneten Restrukturierungskonzept wollte man den Turnaround zurück in die Gewinnzone schaffen. So wollte der Vorstand in Zukunft die Bereiche Libro Österreich und Amadeus klarer voneinander trennen, Libro sollte einerseits stärker als Fachdiscounter und Nahversorger auftreten, andererseits sich aus der Fachberatung zurückziehen, letzteres vor allem bei Produkten der Mobiltelefonie (die Telekom Austria war damals Anteilseignerin). Unrentable Filialen sollten geschlossen und Personalkosten eingespart werden. Das Konzept der Amadeus-Multimediahäuser, auf urbane Kunden ausgerichtet, sei damals erfolgreich gewesen und das Amadeus-Konzept von den Kunden gut angenommen worden sein. Mit der WAZ wurde für Lion.cc ein strategischer Partner gefunden, der nach der kartellrechtlichen Genehmigung im Jänner 2001 zu 35 % die Liquidität sicherte. Aus dem Contentbereich zog man sich mit Lion.cc zurück, es sollte mit E-Commerce in Zukunft das Geschäft gemacht werden. Ab dem Jahresende 2000 wurde die zweite Managementebene erweitert und für die einzelnen Töchter wurden (weitere) Geschäftsführer installiert.
Im Juni 2001 meldete Libro mit 240 Millionen Euro anerkannten Gläubigerforderungen den Ausgleich an.
Mitte April 2002 hätte Libro als Folge der schwachen Konjunktur neuerlich eine Finanzspritze von den Banken benötigt. Die wollten an Libro aber keinen Überbrückungskredit mehr geben und drängten ultimativ auf einen Investor. Anfang Juni 2002 notierte die Libro-Aktie mit 14,99 Euro, es wurden nur mehr 120 Stück gehandelt. Mit der Donau Design wurden Verhandlungen geführt, die jedoch am 17. Juni an den Bedingungen der Banken scheiterten. Libro musste Konkurs anmelden, nach Angaben des KSV beliefen sich die Passiva auf 380 Millionen Euro. Die Amadeusfilialen wurden 2002 von der Buchgruppe Thalia übernommen.
Nach Konsum und der Baufirma Maculan war der Libro-Konkurs das drittgrößte Insolvenzverfahren in Österreich seit 1954.
Das Konkursverfahren dauerte 14 Jahre (2002 bis 2016) und es wurde eine Quote von 12,2 % erzielt.
Im November 2002 wurde rund um ein Konsortium um den Industriellen Josef Taus Libro um 5 Millionen Euro aus der Konkursmasse herausgekauft, siehe unten, „Libro neu“.

### Kriminalfall Libro
Ab März 2003 war André Rettberg Erstbeschuldigter in einem Strafverfahren. Es wurden ihm laut dem Gerichtssprecher des Wiener Neustädter Landesgerichts „Betrug, Untreue, fahrlässige Krida und unrichtige Aussagen gemäß § 255 Aktiengesetz“ vorgeworfen. Wegen Verschleierung seines privaten Vermögens vor den Gläubigern wurde er 2006 vom Landesgericht Wiener Neustadt verurteilt, der Oberste Gerichtshof bestätigte den Schuldspruch. Vom Oberlandesgericht Wien wurde die von Rettberg angefochtene Strafe von drei Jahren Haft, davon acht Monate unbedingt, im September 2008 bestätigt und in der Folge rechtskräftig.
Das Hauptverfahren im Anlegerskandal der Libro platzte im Jahr 2002 und wurde erst am 17. Jänner 2011 eröffnet. Am 14. Oktober 2009 wurde bekannt, dass die Staatsanwaltschaft Wiener Neustadt eine Anklage gegen fünf Personen eingebracht hatte. Es handelte sich dabei neben Rettberg um den ehemaligen Libro-Finanzvorstand Johann Knöbl, den Aufsichtsratsvorsitzenden und dessen Stellvertreter, Kurt Stiassny und Christian Nowotny, sowie um den Wirtschaftsprüfer Bernhard Huppmann.
Die WAZ brachte im August 2010 Strafanzeige bei der Staatsanwaltschaft Wien gegen Rettberg und weitere Personen ein. Behauptet werden von der WAZ Finanzverschiebungen von der ehemaligen Libro-Tochter Lion.cc, an der sich die WAZ Anfang 2001 mit Kapital beteiligte, zur Mutter Libro.

## „Libro neu“

### Geschichte
Am 5. Dezember 2002 wurde ein neues Unternehmen, die LIBRO Nuevo GmbH, gegründet. Aus der Konkursmasse der insolventen Libro AG hat ein Konsortium rund um den Industriellen Josef Taus im November 2002 den „Libro alt“ herausgekauft und zur operativen Geschäftstätigkeit per 1. Jänner 2003 in die neu gegründete Gesellschaft eingebracht. Dadurch besteht keine Rechtsnachfolge der „Libro neu“ zur ehemaligen Libro AG. Mit 16. Oktober 2003 wurde der Gründungsname LIBRO Nuevo GmbH in den Namen des operativen Unternehmens LIBRO Handelsgesellschaft mbH umfirmiert. Gesellschafter sind die MTH Handels-Holding GmbH zu 60,3 %, die Belfort Beteiligungs GmbH zu 27,0 % und die PMB Handels GmbH zu 12,7 %, die zur Management Trust Holding gehört. Mit dem 28. November 2018 wurde die LIBRO Handelsgesellschaft mbH in PL Handelsgesellschaft mbH umbenannt.

### Büroartikeldiskonter Pagro
Im Jahr 1967 gründete Walter Babel einen Groß- und Einzelhandel mit Büro-, Papier- und Schulbedarf als nicht protokolliertes Einzelunternehmen, mit Schwerpunkt auf Klein- und Kleinstunternehmen (‚Small Office‘ und ‚Home Office‘). Am 1. April 1975 wurde von Babel das Unternehmen als „papier center“ Walter Babel im Firmenbuch eingetragen. Mit 27. Juni 1995 gründete er eine gleichlautende GmbH, in die er das Einzelunternehmen einbrachte und letzteres auflöste. Mit 7. Juli 2004 übernahm die „Libro-neu“-Hauptanteilseignerin MTH Handels-Holding GmbH im Wege einer Kapitalerhöhung 51 % der Anteile an Walter Babels Gesellschaft. Mit 25. Juni 2005 schied Babel zur Gänze aus dem Unternehmen aus, seither hält die MTH zu 99,95 % das Unternehmen. Mit 26. August 2005 wurde zur aktuellen PAGRO Handelsgesellschaft mbH umfirmiert. Unter der Bezeichnung PAGRO werden österreichweit rund 153 Abholmärkte betrieben. Importe erfolgen aus Fernost und aus Deutschland.

### Libro Management GmbH
Die frühere Landesverlag GesmbH, gegründet im Jänner 1992, mit der im Juni 1998 die Amadeus-Filialen übernommen wurden (siehe oben), wird von der „Libro neu“ weiterhin als Tochterfirma LIBRO Management GmbH zum Zwecke einer Managementgesellschaft gehalten.

### Eigenmarken
- Unter der LIBRO Eigenmarke werden Produkte im Bereich Büro und Schule angeboten.
- Librolino Hier werden für Kinder und Jugendliche im Bereich Schulwaren angeboten.
- Libroline Unter diesem Namen hat LIBRO Schreibwaren für Büro und Schule angeboten.

## Weitere Unternehmen der MTH Retail Group
- Mäc-Geiz
- Office World
- Pfennigpfeiffer
- Pagro